# Оливер Стоун
Вилијам Оливер Стоун (енгл. William Oliver Stone; Њујорк, 15. септембар 1946) амерички је филмски режисер и сценариста. Постао је познат током касних осамдесетих и раних деведесетих година због режирања серија филмова о Вијетнамском рату, у којем је учествовао као члан америчке пјешадије. Његов рад је углавном фокусиран на савремене политичке и културне теме, често контроверзне. Добио је три Оскара: најбољи прилагођени сценарио за „Поноћни експрес“ (1978), и најбољи режисер за „Вод смрти“ (1986) и „Рођен 4. јула“ (1989).
Многи Стоунови филмови се фокусирају на контроверзна америчка политичка питања током касног 20. века, и као такви су сматрани спорним у време њиховог објављивања. Они често комбинују различите формате камере и филма унутар једне сцене, као што је показано у ЈФК (1991), Природно рођеним убицама (1994) и Никсону (1995).
Попут његових тема, Стоун је постао контроверзна фигура у америчком филмском стваралаштву, а критичари су га оптуживали да промовише теорије завере и да погрешно представља догађаје и личности из стварног света у својим делима. Често је критиковао америчку спољну политику и одобравао лидере као што су Уго Чавес и Владимир Путин.

## Детињство, младост и каријера
Стоун је рођен у Њујорку, у породици Жаклин и Луиса Стоуна. Одрастао је у Менхетну и Стамфорду. Његов отац је био Јеврејин и његова мајка, поријеклом Францускиња, католикиња. Као религијски компромис Оливер је постао чланом Америчке епископалне цркве, али је касније прешао у будизам. Стоун је похађао Тринити школу, прије него што су га родитељи послали да похађа The Hill School у Потстауну (Пенсилванија). Његова мајка је често била одсутна, тако да је отац имао велики утицај у његовом животу; односи отац-син били су заступљени у каснијим Стоуновим филмовима. Његови родитељи су се развели када је он имао 15 година, зато што је његов отац имао ванбрачне везе са женама пар породичних пријатеља. Дипломирао је на The Hill School 1964. године.
Стоун је примљен на Јејл универзитет, али је након једне године одустао. Био је инспирисан романом Џозефа Конрада „Лорд Џим“, као и „Грком Зорбом“ и музиком Џорџа Харисона да предаје енглески на Free Pacific Institute у Јужном Вијетнаму. Стоун је предавао шест мјесеци након чега је радио на броду Трговачке морнарице Сједињених Држава који је ишао до Орегона и Мексика, прије него што се вратио на Јејл, гдје је други пут пао (због тога што је писао аутобиографију A Child's Night Dream од 1 400 страна).
У септембру 1967. пријавио се у Војску Сједињених Држава, захтијевајући борбену дужност у Вијетнаму. Борио се са 25. пјешадијском дивизијом, затим са Првом коњичком дивизијом, и заслужио Бронзану звијезду и Пурпурно срце са Храстовим лишћем прије него је отпуштен 1968, након 15 мјесеци.
Док је био на Јејлу, Стоун је са пријатељем Лојдом Кауфманом радио на комедији „Битка за повратак“ љубави (1971). Обојица су глумила у филму. Стоун је дипломирао на филмској школи њујоршког универзитета (гдје му је ментор био Мартин Скорсезе) 1971. године

## Успјех у мејнстриму
Снимио је три филма о Вијетнаму: „Вод смрти“ (1986), „Рођен 4. јула“ (1989), и „Небо и Земља“ (1993). Ове филмове је назвао трилогијом, иако се баве различитим аспектима рата. Вод смрти је полу-аутобиографски филм о редитељевом искуству у борби. „Рођен 4. јула“ је филм базиран на аутобиографији Рона Ковика. „Небо и Земља“ је изведен из мемоара Када Небо и Земља замијене мјеста, истините приче Лилај Хејслип, вијетнамске дјевојке чији је живот рат драстично промијенио. Током истог периода, Стоун је режирао Wall Street (1987), за који је Мајкл Даглас добио Оскара за најбољег глумца; Talk Radio (1988), и The Doors (1991), у којем се појављују Вал Килмер као Џим Морисон. Стоун је освојио три Оскара. Његов први Оскар је био за најбољи прилагођени сценарио за „Поноћни експрес“ (1978). Освојио је Оскара и за најбољу режију за Вод смрти и Рођен 4. јула.
За Годину змаја (1985) добио је номинацију за Златну малину у категорији „Најгори сценарио“. Други филмови у којима је учествовао као сценариста су Конан варварин (1982), Лице са ожиљком (1983), 8 милиона начина за умријети (1986) и Евита (1996). Такође је написао, или учествовао у писању свих филмова које је снимио, осим Потпуни заокрет (1997). Први филм који је професионално режирао је нејасни хорор „Seizure“ (1974).

## 1996–данас
Стоун је режирао Потпуни заокрет (1997) и Any Given Sunday (1999), филм о борби за власт унутар и око тима америчког фудбала. Године 2000, Стоун се са Чарлијем Шином и Мајклом Дагласом појавио у Money Never Sleeps. Филм је документарац о снимању филма Вол стрит (1987) који је Стоун режирао, а у којем су се Шин и Даглас појавили. Стоун је такође режирао филм Александар (2004), биографски филм о Александру Великом. Након Александра Стоун је режирао филм World Trade Center, у чијем средишту су двојица Port Authority Police Department (PAPD) полицајаца током напада 11. септембра. Стоун је настојао да режира четврти филм о Вијетнамском рату, Pinkville, који приказује истрагу око масакра вијетнамских цивила у Ми Лају. Стоун је написао, продуцирао и режирао биографски филм о Џорџу В. Бушу, названог Буш. Наговестио је да се у филму бави контроверзним председниковим детињством, везом са оцем, борбом са алкохолизмом, поновним открићем његове хришћанске вере, и његовим личним животом до инвазије на Ирак 2003. године. Филм је базиран на сценарију који је написао са Стенлијем Вејсером, са којим је заједно написао и Вол стрит (1987). Џош Бролин је тумачио насловну улогу, Џејмс Кромвел се појавио као Џорџ Х. В. Буш и Елизабет Бенкс као Лора Буш. Филм је премијерно приказан 18. октобра 2008, три месеца пре инаугурације Барака Обаме.
Снимио је Вол стрит: Новац никад не спава 2010, својеврсни наставак филма Вол стрит, а потом и кримић Дивљаци (Savages 2012). Биографски филм о Едварду Сноудену једноставног назива Сноуден приказан је 2016. године.
У периоду од јула 2015. до фебруара 2017. начинио је серију интервјуа са руским председником Владимиром Путином. Разговори су приказани у виду четвороделног документарног филма Интервјуи са Путином, који је премијерно приказан од 12. до 15. јуна 2017. на америчком кабловском каналу Шоутајм.
Постоје контроверзе везано за његову припадност Сајентологији. 
Маја 2024. изјавио је да воли Србиј, да би волео да је посети и да Србија води паметну политику.